# Deck8
Deck8 war ein 1997 in Dortmund gegründetes Musiklabel für Hip-Hop, Turntablism und Electronica.

## Geschichte
Das Label wurde ursprünglich 1995 vom A&R-Manager, Promoter und Musiker Jens Prüter als Sublabel von Century Media geführt. 1997 folgte die Gründung eines eigenständigen Labels. Im ersten Jahr wurden LPs von Die Pilzen und Lee Buddah sowie die Kompilation Plattentellerrand (etwa mit Mr. Schnabel und Dynamite Deluxe) veröffentlicht.
Deck8 machte sich in kurzer Zeit für seine innovativen Veröffentlichungen, etwa den Debüts von Waxolutionists oder Kamp, einen Namen im deutschsprachigen Raum. Im Jahr 2000 musste Prüter wegen eines geplatzten Vertriebsdeals mit der Warner Music Group erstmals Insolvenz anmelden. Davon sollte sich das Unternehmen nicht mehr erholen: „2002 habe ich zum zweiten Mal Insolvenz angemeldet […] und als das erledigt war, haben wir Deck8 einfach begraben.“
Seit 2019 ist Jens Prüter Head of A&R Europe beim Donzdorfer Metal-Musiklabel Nuclear Blast.

## Künstler
- Lee Buddah
- Die Coolen Säue
- Dike
- Main Concept
- Die L.P.
- Joineez
- Mucus 2
- Die Pilzen
- DMC Quincy
- Erobique
- Chekov
- Prodelay
- Total Chaos
- Waxolutionists
- Lo Budget
- Pimpie Jackson
- Gauner
- Rainer von Vielen

## Kompilationen
- Decks’n’Mics II (2001) – Ein Label übergreifendes Projekt auf dem deutschlandweite Hiphop-Größen der 90er vertreten sind
- Instrumental Surgery 0.01 (2002) – Ein Sampler mit Experimental-Hiphop, stammend unter anderem von DJ Marius No.1 oder Too Strong
- Ladies First (2002) – Ein Sampler, der die Frauenpräsenz im deutschen Hiphop zusammenfasste